# Акойський сільський округ
Ако́йський сільський округ (каз. Ақой ауылдық округі, рос. Акойский сельский округ) — адміністративна одиниця у складі Шетського району Карагандинської області Казахстану. Адміністративний центр та єдиний населений пункт — село Акой.
Населення — 539 осіб (2021; 715 у 2009, 972 у 1999, 1306 у 1989).
Станом на 1989 рік існувала Просторненська сільська рада (села Аксу, Просторне).

## Склад
До складу округу входять такі населені пункти:
| Населений пункт | Населення, осіб (1989) | Населення, осіб (1999) | Населення, осіб (2009) | Населення, осіб (2021) |
| --------------- | ---------------------- | ---------------------- | ---------------------- | ---------------------- |
| Акой, село      | 1218                   | 923                    | 715                    | 539                    |
| Аксу, село      | 88                     | 49                     | -                      | -                      |